# Marguerite De Riemaecker-Legot
Marguerite Victoire Zéphirine Anna De Riemaecker-Legot (Oudenaarde, 9 maart 1913 – Brussel, 7 mei 1977) was een Belgische politica voor de CVP. Ze was de eerste vrouwelijke minister van België en tevens de eerste vrouwelijke minister van Staat.

## Biografie
De Riemaecker-Legot was doctor in de rechten en werd beroepshalve advocaat in Oudenaarde en vervolgens in Brussel. Van 1937 tot 1946 was ze parlementair secretaris van katholiek senator Maria Baers. Bovendien was ze van 1937 tot 1946 docent aan de Katholieke Hogeschool voor Vrouwen, van 1937 tot 1948 professor burgerlijk en grondwettelijk recht in de Sociale School van de KAV en voor enkele maanden in 1945 attaché en staatscommissaris op het kabinet van minister van Oorlogsslachtoffers Henri Pauwels.
Ze werd politiek actief voor de CVP en was lid van het Nationaal Comité en van het Nationaal Bureau van de partij. Ze behoorde tot de ACW-strekking van de partij en was ondervoorzitter van de ACW-afdeling van het arrondissement Brussel.
Van 1946 tot 1971 was ze namens het arrondissement Brussel lid van de Kamer van volksvertegenwoordigers. Toen ze in 1946 verkozen werd, was er nog geen vrouwenstemrecht in België, dat in 1948 ingevoerd werd. Van 1953 tot 1958 was ze secretaris van de Kamer. Bovendien vertegenwoordigde ze België van 1951 tot 1954 als afgevaardigde bij de Internationale Conferentie van de Arbeid van Genève en van 1958 tot 1961 zetelde ze in het Europees Parlement.
Van 1965 tot 1968 was ze minister van het Gezin en de Huisvesting in de Regering-Harmel en in de Regering-Vanden Boeynants I. Hiermee was ze de eerste vrouwelijke minister in België.
In 1970 werd ze verkozen tot gemeenteraadslid van Brussel, waar ze van 1971 tot aan haar dood in 1977 schepen van Burgerlijke Stand en Groene Ruimten was.
In 1974 werd ze benoemd tot minister van Staat en was ook de eerste vrouw in deze functie. Bovendien was ze lid, ondervoorzitter of voorzitter van verschillende gezinsorganisaties of vrouwenorganisaties.
In 2015 werd om haar als eerste vrouwelijke minister te herdenken een herdenkingsmunt van 5 euro uitgebracht door de Koninklijke Munt van België. Datzelfde jaar publiceerde haar zoon Christian De Riemaecker ook haar biografie onder de titel "Marguerite De Riemaecker-Legot: een opmerkelijke vrouw".
Ze was getrouwd met Jules De Riemaecker, kleinkind van een broer van senator en burgemeester van Oudenaarde Paul Raepsaet (1843-1918).